# باول ماكنزي
باول ماكنزي (بالإنجليزية: Paul McKenzie)‏ (4 أكتوبر 1969 بأبردين في المملكة المتحدة - ) هو لاعب كرة قدم بريطاني في مركز الوسط. لعب مع نادي إنفرنيس ونادي بيرنلي ونادي سندرلاند ونادي بيترهيد ‏.